# آل روبنسون
آل روبنسون (بالإنجليزية: Al Robinson)‏ (18 يونيو 1947 – 24 يناير 1974) هو ملاكم أمريكي راحل، مثّل بلاده في الألعاب الأولمبية الصيفية 1968 وحقق الميدالية الفضية في فئة وزن الريشة.

## وصلات خارجية
آل روبنسون على موقع بوكس ريك (الإنجليزية) (registration required)
- آل روبنسون على موقع أوليمبيديا (الإنجليزية)